# La Celle-en-Morvan
La Celle-en-Morvan ist eine französische Gemeinde mit 461 Einwohnern (Stand 1. Januar 2022) im Département Saône-et-Loire in der Region Bourgogne-Franche-Comté. Sie gehört zum Arrondissement Autun und zum Kanton Autun-1.

## Geographie
Die Gemeinde liegt im Morvan-Massiv, am südöstlichen Rand des Regionalen Naturparks Morvan, rund 12 Kilometer nordwestlich von Autun. Nachbargemeinden von La Celle-en-Morvan sind:
- La Petite-Verrière im Norden,
- Sommant im Nordosten,
- Tavernay im Osten
- Monthelon im Südosten,
- La Grande-Verrière im Südwesten und
- Roussillon-en-Morvan im Westen.

Von Norden her erreicht der Fluss Chaloire das Gemeindegebiet. Nach Einmündung seines rechten Zuflusses Canche im Bereich des Gemeinde-Hauptortes, ändert er jedoch seinen Namen und strebt als Celle seiner Mündung in den Arroux zu. Die Départementsstraße D978, die von Autun über Château-Chinon nach Nevers verläuft, erschließt verkehrstechnisch die Gemeinde.

## Geschichte
Die Gründung der Gemeinde geht auf die Legende des hl. Medericus zurück, der im 7. Jahrhundert Abt in einem Kloster bei Autun war und sich in der Nähe des heutigen Ortes in eine Einsiedelei (La Celle = Zelle) zurückzog.

### Bevölkerungsentwicklung
| Jahr      | 1968 | 1975 | 1982 | 1990 | 1999 | 2009 | 2016 | 2019 |
| Einwohner | 423  | 397  | 421  | 517  | 502  | 442  | 486  | 476  |

## Sehenswürdigkeiten
- Schloss Château de la Vesvre
- Rosengarten Roseraie des Villages de France